# 範圍蔓延
範圍蔓延（又稱為需求蔓延、功能蔓延）在專案管理是指專案的範圍出現不受控制的變化或持續增長，一般發生在專案開始後。這通常導因於範圍欠缺定義、文件化、或是控制，而且這通常被認為是負面的:13。
範圍蔓延和特徵蔓延有關係，但兩者是不同的，特徵蔓延是指有關產品特徵的不受控變化，而範圍蔓延是針對整個專案而言。
範圍蔓延是多數專案中的風險。大多數大型專案因為範圍蔓延而失敗。自由策略的影響難以抵消，即使是對最有經驗的專案經理，面對範圍蔓延仍然是艱鉅的挑戰。
如果預算、資源、和時程隨著範圍增加，對這個專案而言這些變化通常會被認可，也不會被稱為範圍蔓延 。

## 範圍蔓延的原因
範圍蔓延通常導因於：
- 差勁的變更控制
- 欠缺適當起始識別專案目標
- 弱的專案管理或執行發起人
- 差勁的溝通
- 欠缺起始產品多用途

## 範圍蔓延的結果
範圍蔓延通常會導致以下結果：
- 成本超支
- 預算延後
- 專案失敗